# Air Motion Transformer
L'Air Motion Transformer (AMT) è un particolare altoparlante, o trasduttore audio, inventato da Oskar Heil. Il suo principio di funzionamento è diverso sia dagli altoparlanti elettrodinamici sia elettrostatici.
L'AMT usa un foglio piegato a fisarmonica in polietilene o poliammide, strutturato secondo una serie strisce di alluminio immerse in un campo magnetico di forte intensità, crea un movimento d'aria potenziato e semi-perpendicolare.

## Principio di funzionamento

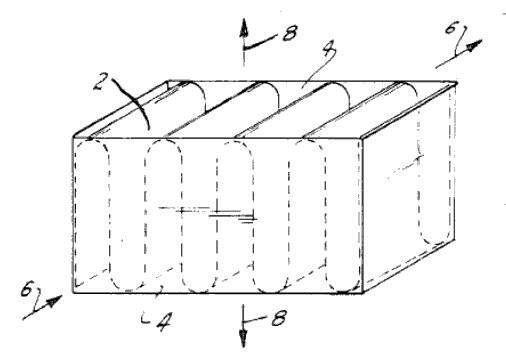
Il campo magnetico 6 sulla membrana 2 genera un movimento destra-sinistra, cui segue uno spostamento d'aria lungo la direzione 8; la barriera 4 previene l'emissione d'aria verso una direzione indesiderata.

Il diaframma spinge avanti e indietro l'aria, secondo un movimento molto simile alla trasmissione dell'aria tra una camera l'altra all'interno di una fisarmonica.
Il risultato è un dipolo con un'eccezionale velocità di risposta, facilitata dalla ridottissima massa in movimento della membrana in poliestere, e dalla breve distanza percorsa dalla membrana durante ogni vibrazione rispetto ad un altoparlante tradizionale. Da questo punto di vista, condivide diverse caratteristiche con gli altoparlanti elettrostatici.
Il particolare movimento del diaframma è molto ridotto, ma grazie alla struttura piegata, viene spostata molta più aria che in un altoparlante tradizionale o elettrostatico a parità di superficie. Come raffronto, un AMT standard da 1 pollice di larghezza, ha una capacità funzionale paragonabile ad un driver dinamico circolare di 8 pollici. La struttura unica nel suo genere, associata al basso movimento, rende il funzionamento dell'AMT simile al suono emesso da un altoparlante più grande, ridotto a una sorgente puntiforme, col risultato di una riproduzione a bassissima distorsione. La velocità dell'aria emessa dal diaframma è all'incirca cinque volte superiore di un tradizionale driver, da cui il nome, Air Motion Transformer.
In alternativa è possibile far lavorare il diaframma senza un campo magnetico fisso, usando la tecnologia piezoelettrico. Tale sistema è stato usato solamente da TakeT per la produzione di cuffie e tweeters.

## Applicazioni/usi
Nel mercato dei tweeter, l'AMT è in competizione diretta con dispositivi elettrostatici, a nastro ed elettrodinamici. Nonostante sia un driver eccellente nelle alte e medio-alte frequenze, l'AMT normalmente non viene impiegato nel mercato consumer come ci si aspetterebbe. Ciò è dovuto principalmente alla sua caratteristica di emissione dipolare, che ne rende problematica l'installazione su diffusori tradizionali senza l'impiego di deflettori o condotti riflettenti o senza sacrificarne la qualità sonora.
L'AMT ha una capacità di riproduzione che sconfina oltre la zona di competenza di un classico midrange, rendendo difficoltosa la scelta del punto di crossover (in relazione al modello, ESS usa frequenze di taglio di 1, 1.5 o 2.5 kHz).
L'AMT fu usato la prima volta nel 1970 dalla californiana ESS (ElectroStatic Sound). Il primo altoparlante fu chiamato ESS AMT-1. Con l'aspetto di una piramide tronca, il sistema combinava un driver AMT con un woofer da 10 pollici e un condotto reflex. Ne seguirono numerose versioni, quale l'AMT-1A. Questo restyling sostituì il woofer con un'unità da 12 pollici e un radiatore passivo, onde migliorarne la resa alle basse frequenze. L'AMT 1 Tower era un diffusore costituito da un'unità AMT e un driver da 10 pollici accoppiato a linea di trasmissione a labirinto. La AMT 3, chiamata anche Rock Monitor, era invece costituita da 1 AMT, un medio da 6,5 pollici, e una coppia di woofer da 10 pollici.